# Jens Eisert

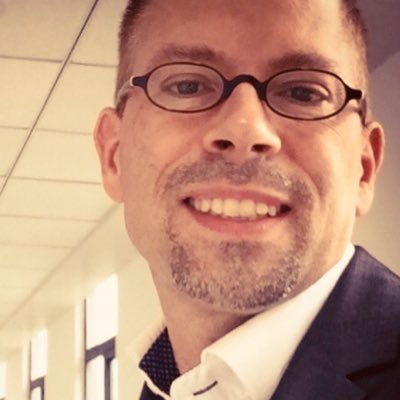
Jens Eisert

Jens Eisert (geboren am 9. Oktober 1970) ist ein deutscher Physiker, ERC-Preisträger und Hochschullehrer an der Freien Universität Berlin. Er ist auch mit der Helmholtz-Gemeinschaft und der Fraunhofer-Gesellschaft affiliiert.

## Wissenschaftliche Arbeit
Das Forschungsfeld von Jens Eisert ist verortet in der Quanteninformation und der Quanten-Vielteilchentheorie. Er hat wichtige Beiträge geleistet zur Verschränkungstheorie und zum Studium von Quantenrechnern und -simulatoren sowie zu Protokollen in den Quantentechnologien und dem Studium komplexer Quantensysteme.
Seine Arbeiten zur Quantentomographie mit Compressed Sensing haben beigetragen zu einem besseren Verständnis des Benchmarkings und der Verifikation von Quantenrechnern und -simulatoren, um deren korrektes Funktionieren zu garantieren. Das Konzept eines Graphenzustands hat sich als relevante und nützliche Klasse von Systemen vieler Qubits herausgestellt, mit einer Vielzahl von Anwendungen im Quantenrechnen. Er hat auch dazu beigetragen, Prozesse von Quanten-Markowscher Quantendynamik zu verstehen.
Im Forschungsfeld des Quantenrechnens ist er besonders daran interessiert, das genaue Potential wie auch wichtige Limitierungen von Quantenrechnern mit Technologie der nahen Zukunft wie auch fehlertoleranten Quantenrechnern zu verstehen, einschließlich erheblicher Beiträge zu dem Verständnis des Einflusses von Rauschen auf Quantenrechnungen.
Er hat mit theoretischer Arbeit zur Realisierung eines ersten dynamischen Quantensimulators
beigetragen, in gemeinsamer Arbeit mit Immanuel Bloch, Ulrich Schollwöck und anderen, aufbauend auf Einsichten zur Physik des Nichtgleichgewichts. Diese Arbeit schlug auch die Idee vor, das Verhalten von Quantensimulatoren als Benchmarkingmethode an mächtigen klassischen Simulationsmethoden auf dem Stand der Technik zu messen, wie etwa Tensornetzwerkmethoden, wie sie auch in der jüngsten Literatur zu Quantenrechnern verfolgt wird in der Suche nach Quantenvorteilen. Quantenvorteile beschreiben die Situation, dass Quantenrechner oder -simulatoren die rechnerischen Möglichkeiten von klassischen Superrechnern übersteigen. Arbeiten über Hamiltonsches Lernen für analoge Quantensimulatoren sind ähnlich motiviert, um solche Systeme mit mehr prediktiver Mächtigkeit auszustatten.
In der Vielteilchentheorie hat Jens Eisert erheblich dazu beigetragen, Oberflächengesetze für Verschränkungsentropien in Quantensystemen zu finden, die im Herzen der Funktionsweise von Tensornetzwerkmethoden sind. Er ist auch bekannt als einer der Ko-Pioniere der Quanten-Spieltheorie zusammen mit Maciej Lewenstein und Doktorvater Martin Wilkens.

## Ausbildung
Er besuchte das Wilhelm-von-Humboldt-Gymnasium in Ludwigshafen. Er schloss einen Diplomstudiengang in Physik an der Universität Freiburg ab und einen Masterabschluss in Mathematik und Physik an der University of Connecticut als Stipendiat des Fulbright Programms. Im Jahr 2001 wurde er in theoretischer Physik an der Universität Potsdam promoviert mit einer Dissertation mit dem Titel Entanglement in Quantum Information Theory.

## Wissenschaftlicher Werdegang
Zwischen 2001 und 2002 war er Feodor-Lynen-Stipendiat der Alexander-von-Humboldt-Stiftung am Imperial College London. Über den Jahreswechsel 2002 zu 2003 war er Gastwissenschaftler am Caltech. In den Jahren 2002–2005 war er Juniorprofessor an der Universität Potsdam um dann in den Jahren 2005–2008 Lecturer oder Assistenzprofessor am Imperial College London zu werden. 2008 wurde er W3-Professor an der Universität Potsdam und im Jahr 2011 W3-Professor an der Freien Universität Berlin. Zwischen 2009 und 2010 war er Fellow am Wissenschaftskolleg Berlin.
Er ist divisional associate editor der Physical Review Letters und im Vorstand der wissenschaftlichen Zeitschrift Quantum. Er leitete bis 2024 die Einstein Research Unit on Quantum Devices, einer Initiative in der Berliner Forschungslandschaft, finanziert durch die Einstein-Stiftung Berlin und getragen von der Berlin University Alliance über realistisches Quantenrechnen. Er ist auch bekannt für konsistente Beiträge zur wissenschaftlichen Gemeinschaft, wie etwa einer Koautorschaft zur
European quantum technologies roadmap, einer Mitgliedschaft der Agenda Quantensysteme, die die Bundesregierung beriet und zahlreiche Outreach-Aktivitäten.

## Preise
- ERC Advanced Grant (2023)
- Google NISQ Award (2019)
- ERC Consolidator Grant (2012)
- Fellow des Wissenschaftskolleg Berlin (2009–2010)
- EURYI Award, Vorläufer des ERC Starting Grant (2004)
- Michelson Prize (2001)
- Fulbright-Stipendium (1994)